# Афиней Механик
Афиней Механик (Атеней Механик, др.-греч. Ἀθήναιος, реже Ἀθηναῖος, лат. Athenaeus Mechanicus, ум. ок. 21 до н. э. ) — древнегреческий инженер-механик второй половины I в. до н. э. или же философ-перипатетик, как назвал его Страбон (14.5.4). Известен как автор работы «О военных машинах».
В своей работе он обращается к некоему Марцеллу. Если это тот самый Марцелл, который захватил Сиракузы, то Афиней был современником Архимеда и жил в конце III века до н. э. Однако исторически ситуация выглядит недостоверно, также Афиней упоминает Ктесебия Александрийского, жившего во II или I в. до н. э.,  и потому большинство историков считает, что Афиней обращался к Марцеллу, племяннику императора Августа, ставшему в то же время и зятем императору. Тогда Афиней создал свой труд ранее 23 до н. э., года смерти Марцелла. Марцелл, который короткое время даже считался наследником Августа, умер совсем молодым в возрасте 19 лет, и это объясняет назидательный тон письма. Письмо могло быть передано через земляка Афинея, Нестора из Тарса (Киликия), учителя Марцелла,  представителя стоической школы философии.
Страбон рассказывает про Афинея следующее (14.5.4): родом он из Селевкеи в Киликии, являлся видным философом-перипатетиком. Одно время был даже предводителем народа в Селевкее, но позднее подружился с Муреной и перебрался в Рим.
Мурену и Афинея обвинили в заговоре Фанния Цепиона на жизнь императора Августа. Цепиона и Мурену казнили, а Афиней был оправдан и прощён императором, после чего вернулся в родной город. Вскоре после возвращения он погиб под обломками рухнувшего дома, в котором проживал. Из того, что Мурену казнили в 22 до н. э., следует и примерная дата смерти Афинея: 21-20 гг. до н. э. На то, что рассказ Страбона относится именно к Афинею Механику, указывает цитата самого Афинея, который в письме проявил знание трудов философов-перипатетиков Аристотеля и Стратона.
Единственным известным трудом Афинея Механика является работа о военных и осадных машинах, где он изложил устройство различных видов таранов, прочих осадных приспособлений и методов осады городов. В некоторых чертах его работа перекликается с книгой десятой работы «Об архитектуре» Витрувия, латинского автора I века до н. э. Возможно Афиней и Витрувий оба посещали  Агесистрата с Родоса, на которого ссылались в своих работах, или же пользовались одними и теми же источниками.
Афиней считает себя практиком и теоретиком инженерной науки в военном деле:

«Сам я считаю своей заслугой, что внес собственную долю в дело дальнейшего усовершенствования знаний по машиностроению; ведь мало знать все полезные изобретения других: каждый, сообразно с личными способностями, обязан и сам что-нибудь придумать.»

Однако другая фраза выдает в нём не столько практика, сколько хорошо начитанного человека:

«Но главные усилия мы приложили к тому, чтобы подчинить прекрасным законам  государственной власти тех, кто ей не подчиняется. Поэтому, если ты сочтешь это нужным, все машины будут даны в чертежах, и таким образом то, что осталось непонятным в словесной передаче, с помощью этих рисунков получит надлежащую ясность. В случае надобности, если я в свою очередь что-нибудь придумаю в дополнение ко всему здесь сказанному или вычитаю у старинных авторов, постараюсь письменно сообщить тебе.»

Сохранились копии рисунков, которые Афиней прилагал к своему письму, и они нисколько не напоминают инженерные чертежи, но лишь иллюстративные наброски.

## Переводы
- Афиней. О машинах. / Пер. М. Н. Страхова. // Греческие полиоркетики. Вегеций. (Серия «Античная библиотека». Раздел «Античная история»). СПб.: Алетейя, 1996. 352 стр. С. 67-88.